# Blitz Wolf
Blitz Wolf ist ein US-amerikanischer animierter Kurzfilm von Tex Avery aus dem Jahr 1942. Der oscarnominierte Propagandafilm gegen Adolf Hitler und das Dritte Reich benutzt das Märchen um Die drei kleinen Schweinchen als parodistische Grundlage.

## Handlung
Die drei kleinen Schweinchen bauen sich jeweils ein Haus: Das erste baut eines aus Stroh, das zweite eines aus Holz und das dritte aus Stein, mit Schützengraben und großer Verteidigungsanlage. Die beiden anderen Schweinchen lachen das dritte aus, das vor dem bösen Adolf Wolf warnt, der Pigmania angreifen wird – sie hätten mit Adolf Wolf einen Nichtangriffspakt geschlossen.
Wolf greift wenig später Pigmania an. Mit einem mechanischen Pustegerät bläst er das Heuhaus des ersten Schweinchens um. Das Holzhaus wird durch eine Bombe zerstört. Beide Schweinchen flüchten sich zum dritten Schweinchen, das nun mit seinen Raketenwerfern Adolf Wolf angreift. Es kommt zum Grabenkrieg zwischen den Schweinchen und dem Wolf, den am Ende die Schweinchen gewinnen. Adolf Wolf reitet auf einer Bombe, die einen in die Hölle reichenden Krater hinterlässt. Der Wolf erwacht dort und wird von einem Chor aus Teufelchen begrüßt.

## Produktion
Blitz Wolf kam am 22. August 1942 in die Kinos. Der Film enthält zahlreiche Anspielungen einerseits auf Adolf Hitler und Nazideutschland, aber auch Bezüge zur amerikanischen Kultur.
Adolf Wolf trägt ein Hitlerbärtchen und spricht Pseudodeutsch mit wenigen verständlichen Wörtern wie „Pumpernickel“, „Blitz“ und „Stutzen“, das zum Teil untertitelt „übersetzt“ wird. Seine Panzer tragen Hakenkreuze aus Würsten, er selbst nähert sich dem Haus des ersten Schweinchens abwechselnd mit Stechschritt und Hitlergruß bzw. Anschleichen. Die Ende-Einblendung wurde als „The End of Adolf“ verlängert. Zudem beschließt der Reim „If you’ll buy a stamp or bond / we’ll skin that skunk across the pond“ (dt. etwa: „Wenn sie eine Briefmarke oder eine Anleihe kaufen / werden wir dem Stinktier über dem großen Teich die Haut abziehen“) den Trickfilm.
Als das Haus des ersten Schweinchens weggeblasen wird, bleiben ein Schild mit der Aufschrift „Gone with the Wind“ und daneben ein Hinweisschild mit der Aufschrift „Corny gag, isn’t it?“ (dt.: „Abgedroschener Witz, stimmts?“) stehen. Raketen von Adolf Wolf werden vom dritten Schweinchen mittels eines geöffneten Esquire-Magazins aufgehalten. Verschiedene antijapanische Sequenzen wurden in Ausstrahlungen nach Ende des Zweiten Weltkriegs entfernt.

## Synchronisation
| Rolle            | Originalsprecher |
| ---------------- | ---------------- |
| Adolf Wolf       | Bill Thompson    |
| Drei Schweinchen | Pinto Colvig     |
| Erzähler         | Bill Thompson    |

## Auszeichnungen
Blitz Wolf wurde 1943 für einen Oscar in der Kategorie „Bester animierter Kurzfilm“ nominiert, konnte sich jedoch nicht gegen Der Fuehrer’s Face, ebenfalls ein Propagandafilm gegen das Dritte Reich mit Donald Duck in der Hauptrolle, durchsetzen.